# Peace, Love & Truth
Peace, Love & Truth ist ein Kompilationsalbum von John Lennon, zugleich das 14. postum erschienene nach dessen Tod im Jahr 1980. Gleichzeitig ist es einschließlich der acht Solo-Studioalben und den Avantgarde-Alben, den Live- und Interviewalben sowie weiteren Kompilationen das insgesamt 26. Album Lennons. Es wurde am 4. August 2005 hauptsächlich in Asien und Australien veröffentlicht.

## Entstehungsgeschichte
Im August 2005 veröffentlichte EMI (EMI South East Asia) ein Kompilationsalbum von John Lennon, das hauptsächlich in Asien und Australien veröffentlicht wurde. Die Zusammenstellung der Lieder ist im Vergleich zu anderen Kompilationsalben von John Lennon ungewöhnlich. Es befinden sich lediglich sieben Single A-Seiten auf dem Album, zwei Demo Aufnahmen von John Lennon (Real Love [Short Version] und Help Me to Help Myself); zwei von Yoko Ono gesungene Titel: Give Peace a Chance (Y2K+) und Listen the Snow Is Falling; eine Neuinterpretation von Give Peace a Chance sowie sechs Lieder von Studioalben von John Lennon.
Give Peace a Chance Remix 2005 (featuring The Voices of Asia) ist eine Neuaufnahme des Liedes mit asiatischen Sängern, wobei Passagen der Originalaufnahme eingeblendet werden. Give Peace a Chance (Y2K+) ist eine komplette Neuaufnahme und Neuinterpretation von Yoko Ono. Listen the Snow Is Falling ist die B-Seite der Single Happy Xmas (War Is Over). Die Bezeichnung (Remix) hinter acht Liedern zeigt an, dass diese Aufnahmen von den neu abgemischten Wiederveröffentlichungen, die zwischen 2000 und 2005 erschienen sind, stammen.
Der CD liegt ein 20-seitiges bebildertes Begleitheft bei, das Information zum Album enthält.
Da die CD regional veröffentlicht wurde und nur über Import erhältlich ist, erreichte sie weder in den USA, Großbritannien und Deutschland die Charts. Eine Veröffentlichung im LP-Format erfolgte nicht.

## Titelliste
1. Give Peace a Chance Remix 2005 (feat. The Voices of Asia) – 6:11
2. Gimme Some Truth (Remix) – 3:16
3. Love (Remix) – 3:22
4. Hold On (Remix) – 1:53
5. Give Peace a Chance (Y2K+) – 3:54
6. Imagine (Remix) – 3:04
7. Bring on the Lucie (Freeda People) (Remix) – 4:13
8. Mind Games (Remix) – 4:13
9. I Don’t Want to Be a Soldier (Remix) – 6:04
10. Instant Karma! – 3:20
11. Power to the People (Remix) – 3:23
12. Real Love (Short Version) – 4:08 (Editierte Version)
13. Help Me to Help Myself – 2:09
14. I Don’t Wanna Face It – 3:23
15. Bless You – 4:37
16. Happy Xmas (War Is Over) (John Lennon/Yoko Ono) – 3:34
17. Listen the Snow Is Falling (Yoko Ono) – 3:10
18. Give Peace a Chance – 4:54